# ROTC

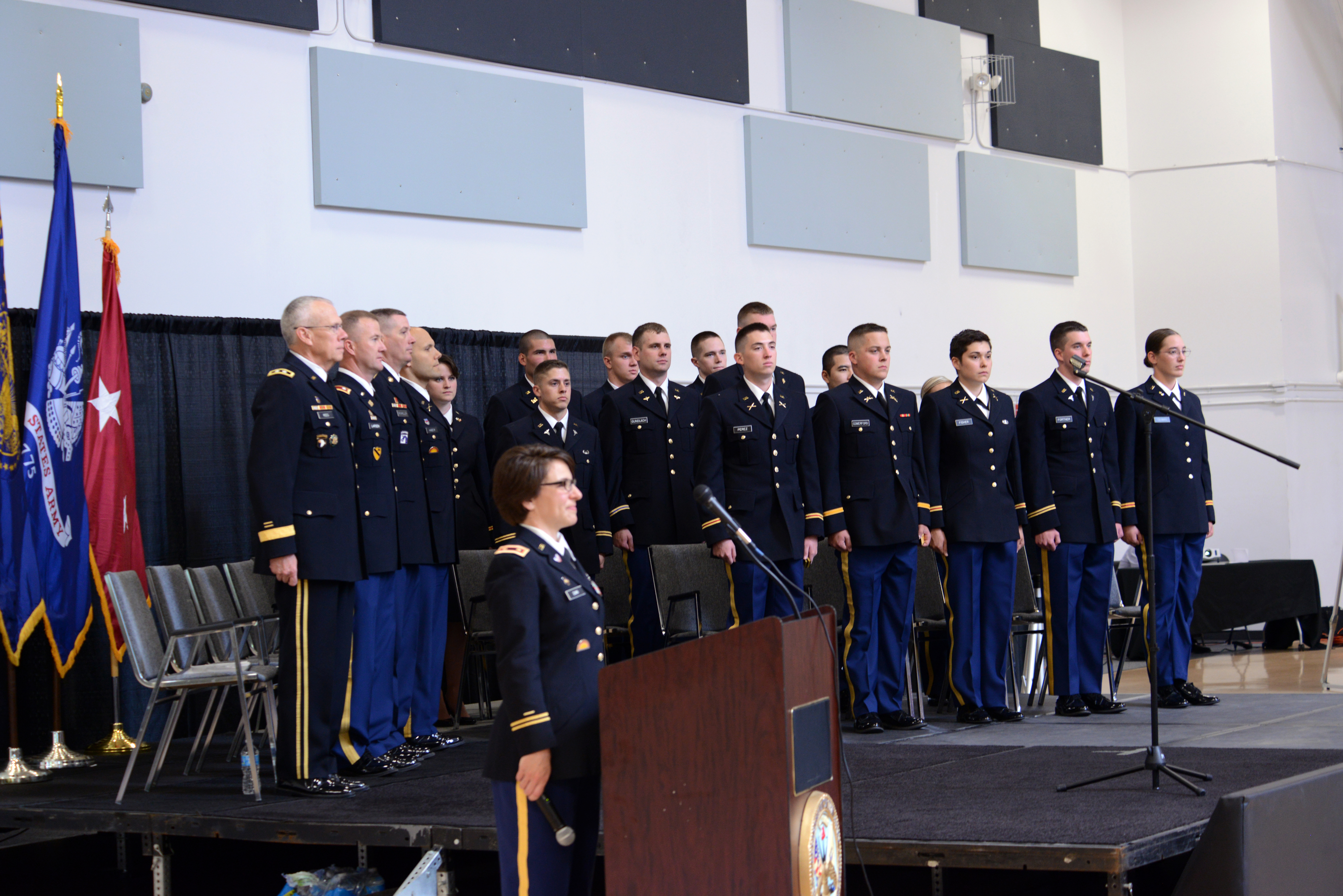
ROTC-kadetter vid Oregon State University under examensceremoni 2013.

Senior Reserve Officers' Training Corps, förkortat ROTC, är utbildningsprogram på högskolenivå i USA som, parallellt med 4-årig utbildning till bachelorexamen, syftar till att utbilda officerare i USA:s väpnade styrkor. Studerande vid ett ROTC-program kan motta ett prestationsbaserat stipendium som täcker hela eller delar av utbildningskostnaden, mot en förpliktelse om aktiv tjänstgöring som officer när examen erhållits.

## Bakgrund
ROTC:s historia börjar dels med 1862 års Morrill Act av 1862, varvid den federala statsmakten ställde som villkor för markdonation till "land-grant" universiteten att de inkluderade militär undervisning. En annan är den rörelse, Plattsburgh Idea, som skapades 1915 av generalmajor Leonard Wood i syfte att uppfostra en kader av medborgarsoldater, en av de första av dessa var Theodore Roosevelt, Jr.. Från 1930-talet fanns det ROTC-program vid universitet i de flesta större städerna i USA. Flexibiliteten med ROTC-program möjliggjorde utökningen av officerskåren under andra världskriget.
Fram till 1960-talet var det för manliga studenter vid flera universitet obligatoriskt att delta i ROTC. På grund av det växande motståndet mot USA:s deltagande i Vietnamkriget så övergick det tidigare obligatoriet att bli frivilligt. Vid vissa lärosäten avskaffades ROTC helt, även om de var möjligt för studenter att delta på fritiden vid sidan om studierna. 
Under slutet av 1900-talet som handlade kritiken mot ROTC på lärosäten främst om kritik mot militärens policy rörande homosexuella (Don't ask, don't tell) som sågs som diskriminering. Efter att policyn upphävts 2011 av Obama-administrationen har flera lärosäten återinfört ROTC för första gången på ett halvt århundrade, exempelvis Columbia University och Harvard University. 

## Omfattning
Under budgetåret 2017 kom 37 % av alla nyutnämnda officerare i aktiv tjänstgöring i försvarsgrenar ingående i USA:s försvarsdepartement från ROTC-program.
Bland de nyanställda officerarna utgjorde de med examen från ROTC-program under 2017 en andel på 58 % i USA:s armé, 21,5 % i USA:s flotta, 3% i USA:s marinkår och 31% i USA:s flygvapen.